# Nicolas Bourriaud
Nicolas Bourriaud (Niort; 13 de abril de 1965) es un comisario de exposiciones, historiador del arte y crítico de arte, especializado en arte contemporáneo. Fue director de la École Nationale Supérieure des Pretendientes-Artes.
Fue cofundador, y de 1999 a 2006 codirector, del Palais de Tokyo, París junto con Jérôme Sans. Fue también fundador y director de los Documents sur l'art (1992-2000) y corresponsal en París para Flash art de 1987 a 1995. Bourriaud fue curador de arte contemporáneo Gulbenkian de 2008-2010 en el Tate Britain, Londres, y en 2009 fue comisairo de la cuarta Trienal en el Tate, titulada Altermodern.

## Escritos
Bourriaud es conocido sobre todo por sus libros Estética Relacional (1998/versión inglesa 2002/versión española en 2002) y Postproducción (2001). Estética relacional, en particular, ha llegado a ser visto como un texto definitivo para una amplia variedad de arte producida por una generación que llegó a la fama en Europa a principios de 1990. Bourriaud acuñó el término arte relacional en 1995, en un texto para el catálogo de la exposición Tráfico que fue exhibida en el museo de arte contemporáneo CAPC en Burdeos.
En Postproducción. La cultura como escenario: cómo el arte reprograma el mundo contemporáneo (2001), Bourriaud enlista las operaciones y acciones que los discjockeys aplican a la música y las relaciona con la práctica del arte contemporáneo.

## Libros en inglés
- Playlist. Paris: Palais de Tokyo: Editions cercle d'art, 2004. ISBN 2-7022-0736-7
- Relational Aesthetics. Paris: Presses du réel, 2002. ISBN 2-84066-060-1
- Postproduction: Culture as Screenplay: How Art Reprograms the World. New York: Lukas & Sternberg, 2002. ISBN 0-9711193-0-9. Translated by Jeanine Herman.
- Touch: Relational Art from the 1990s to Now. San Francisco: San Francisco Art Institute, 2002.
- Formes de vie. L’art moderne et l’invention de soi. Paris: Editions Denoël, 1999. ISBN 2-207-25501-8
- The Radicant , Sternberg Press, 2009. ISBN 978-1-933128-42-9. Translated by James Gussen and Lili Porten.
- Radikant. Berlín: Merve, 2009. ISBN 978-3-88396-251-1
- Altermodern. Tate, 2009. ISBN 978-1-85437-817-0

## Libros en español
- Estética relacional. Editorial Adriana Hidalgo, 1998. ISBN 978-987-1156-56-6[4]
- Posproducción.  Editorial Adriana Hidalgo, 2002. ISBN 978-841-5851-22-6
- Radicante. Editorial Adriana Hidalgo, 2009. ISBN: 9789871556120
- La Ex forma. Editorial Adriana Hidalgo, 2015.  ISBN: 9789873793165

## Exposiciones como curador
- Courts Métrages Immobiles, Bienal de Venecia, 1990
- Aperto '93, Bienal de Venecia, 1993
- Commerce, Espace St Nicolas, París, 1994
- Traffic, CAPC, Burdeos, 1996
- Joint Ventures, Basilico Gallery, Nueva York, 1996
- Le Capital, CRAC Sète, 1999
- Contacts, Kunsthalle Fri-Art, Friburgo, Suiza, 2000
- Négociations, CRAC, Sète, 2000
- Touch, San Francisco Art Institute, 2002
- GNS (Global Navigation System), Palais de Tokyo, París, 2003
- Playlist, Palais de Tokyo, París, 2004
- Notre Histoire, Palais de Tokyo, París, 2006
- Bienal de Moscú, 2007 (with Backstein, Boubnova, Birnbaum, Obrist, Martinez)
- Estratos, Murcia, 2008.
- The Tate Triennial 2009: Altermodern, Tate Britain, Londres, 2009
- Bienal de Atenas 2011: Monodrome.